# 凯斯滕
凯斯滕是德国莱茵兰-普法尔茨州的一个市镇。总面积3.80平方公里，总人口344人，其中男性175人，女性169人（2011年12月31日），人口密度91人/平方公里。